# Lillesjö (Ljungsarps socken, Västergötland)
Lillesjö är en sjö i Tranemo kommun i Västergötland och ingår i Nissans huvudavrinningsområde. Sjön har en area på 0,141 kvadratkilometer och ligger 182 meter över havet.

## Delavrinningsområde
Lillesjö ingår i det delavrinningsområde (638084-136882) som SMHI kallar för Utloppet av Lagmanshagasjön. Medelhöjden är 212 meter över havet och ytan är 38,13 kvadratkilometer. Det finns ett avrinningsområde uppströms, och räknas det in blir den ackumulerade arean 84,64 kvadratkilometer. Västerån som avvattnar avrinningsområdet har biflödesordning 2, vilket innebär att vattnet flödar genom totalt 2 vattendrag innan det når havet efter 154 kilometer. Avrinningsområdet består  mestadels av skog (63 procent) och sankmarker (17 procent). Avrinningsområdet har 3,09 kvadratkilometer vattenytor vilket ger det en sjöprocent på 8,1 procent.